# Polypektomie
Polypektomie je proces, při kterém dochází k odstraňování polypů z různých etáží trávicího traktu, nejčastěji z tlustého střeva. Polypy se odstraňují endoskopicky polypektomickou kličkou za použití vysokofrekvenčního proudu. Indikací k endoskopické polypektomii je nález jednoho či více polypů v tlustém střevě, protože ve velké části případů dochází k postupné malignizaci polypů a přeměně v nádor tlustého střeva. Odstraněný polyp se odesílá k histologickému vyšetření. U osob s poruchou krevní srážlivosti je riziko krvácení po výkonu.